# Ambonus interrogationis
Ambonus interrogationis là một loài bọ cánh cứng trong họ Cerambycidae.